# Кинопрокат
Кинопрока́т, или кинотеатральный прока́т — массовый показ фильмов (кинопоказ) в сети кинотеатров. Тот же термин используется и для обозначения системы кинотеатров.

## История
Считается, что кинематограф возник как вид искусства только с появлением платных киносеансов в декабре 1895 года, когда в Париже братья Люмьер создали первый кинотеатр на бульваре Капуцинок.
Распространение кино в большинстве стран, в том числе и в России, начиналось с кинопроката, демонстрировавшего фильмы, сделанные в других странах. Очень быстро в дополнение к переоборудованным театрам и кафе стали открываться специализированные кинотеатры, образовались киносети. В этой области лидировали США, где уже к 1908 году появилось 3000 кинотеатров (англ. nickelodeon, от слов англ. nickel (пятицентовая монета) и «одеон» (греческий театр). Это быстрое становление кинопрокатной сети привело к развитию американской киноиндустрии и созданию Голливуда в конце 1910-х годов.
В России в 1913 году было 1412 кинотеатров, из них 67 в Москве и 137 в Санкт-Петербурге. За время Октябрьской революции и Гражданской войны количество кинотеатров сократилось вдвое, но в СССР стало быстро увеличиваться, в основном за счёт кинопередвижек:
- в 1925 году — 2000
- в 1928 году — 9800
- в 1934 году — 29 200
- в 1951 году — 42 000
- в 1960 году — 103 387
- в 1972 году — 156 913
- в 1982 году — 151 753
- в 1987 году — 153 017 (из них лишь 4865 стационарных кинотеатров).

## Конкуренция с другими видами показа фильмов
Кинопрокат испытал три периода потенциально массового оттока зрителей из кинотеатров:
- широкое распространение телевидения (1950-е годы в США);
- появление потребительской видеозаписи (рубеж 1970—1980-х годов);
- распространение технологии просмотра фильмов через интернет (начало XXI века).

Кинопрокат борется с тенденцией индивидуального просмотра, совершенствуя кинотеатры и улучшая технологию. Заметным событием стало появление многозальных кинотеатров.
Однако, уже в середине 1980-х годов доходы кинематографических компаний от продажи видеокассет в США превзошли кассовые сборы в американских кинотеатрах.

## Экономика

### В мире
В 2010 году, по данным MPAA, мировые кассовые сборы составили рекордно высокие 31,8 млрд долларов.

### США
Кинопрокату в США в последнее время удалось удерживать посещаемость на уровне более 1 миллиарда посещений в год; кассовые сборы за 2010 год (вместе с Канадой) составили около 11 миллиардов долларов. Основную массу выручки в США приносят новые фильмы.

### СССР и Россия
Экономика кинопроката в СССР сильно отличалась от американского варианта, из-за большой доли дохода от продажи билетов на старые («повторные») фильмы (до 60 % в конце 1980-х годов).
Цены на билеты в СССР были очень низкими — 30-40 копеек; резкий рост цен начался в 1990-е годы.
В 1960-е годы кинопосещаемость в СССР была высокой (на уровне Индии). В год продавалось свыше 4,5 миллиардов билетов — 20 билетов на одного жителя страны. Из-за развития телевидения и утраты интереса к кино к 1987 посещаемость в расчёте на одного жителя упала до 12—13 раз в год. При этом общее количество зрителей в 1987 году составило 3,8 миллиарда, из них новые фильмы собрали 1,6 миллиарда посетителей, кассовые сборы были около 1 миллиарда рублей.
Разрушение экономики во время и после распада СССР и резко возросшая доступность фильмов на видеокассетах привели к падению числа кинотеатров на 30 % уже в 1991—1992 годах, положение ухудшалось в последующие годы. Положение многочисленных однозальных кинотеатров в «спальных районах» городов стало катастрофическим (даже в советское время из 4865 постоянных кинотеатров лишь около 800 были неубыточными).
Динамика продажи билетов отразила крах российской системы кинопроката:
- 1990 год — продано 1,5 млрд билетов;
- 1992 год — 600 миллионов;
- 1993 год — 300 миллионов (всего 2 посещения на человека в год);
- 2007 год — 87 миллионов (половина посещения на человека в год).

К середине 1990-х годов посещаемость среднего сеанса составляла 10—20 человек, «кассовые» зарубежные фильмы собирали в зале 300—500 зрителей. Лишь редкие фильмы могли собрать более миллиона зрителей, даже на «Титаник» было продано лишь около трёх миллионов билетов, на «Сибирский цирюльник» (1998) около полутора миллионов.
По данным «Кинобизнеса», посещаемость стала расти с конца 2000-х годов:
- 2008 год — 114 миллионов;
- 2009 год — 132 миллионов;
- 2010 год — 149 миллионов;
- 2011 год — 160 миллионов;
- 2012 год — 162 миллионов.

В 2010 году российский объём рынка киноиндустрии был 1,5 млрд долларов, Россия занимала пятое место в регионе ЕБВА. В 2011 году средняя цена билета составляла 7,04 доллара.
По данным «Невафильм Research» на март 2011 года в России было 875 кинотеатров с 2445 залами. У десяти крупнейших операторов сетей кинотеатров сосредоточено 187 кинотеатров с 944 залами.
Крупнейшие операторы — Каро-фильм, Киномакс, Премьер-зал, Синема парк, Формула Кино, Кронверк синема, Люксор.
В июле 2015 года была зафиксирована рекордная посещаемость за последние пять лет, составив 21,88 миллиона проданных билетов. Так, кассовые сборы в июле составили 5,21 миллиарда рублей, что почти на 35 % больше сборов июня и на 19,9 % превысило общую кассу июля прошлого года.
Как правило (2010-е), кинотеатры оставляют себе половину сборов, 10—15 % берёт дистрибьютор, оставшиеся 35—40 % достаются создателям картины.